# Lebor Gabála Érenn
El Lebor Gabála Érenn (/ˈlʲevoɾ ˈgavaːla ˈeːɾʲenː/ del irlandés medio ‘libro del eregimiento de Irlanda'), que incluye como parte suya el conocido como Leabhar Gabhála Éireann (/lʲəuɾˠ ˈgawaːlʲə ˈeːɾʲən̪ˠ/) o Leabhar Gabhála na hÉireann (Libro de las invasiones irlandesas), es un conjunto de manuscritos que relatan la construcción nacional irlandesa como suma de las distintas invasiones celtas desde su creación hasta el siglo XI, fecha en la que están datados. Un importante registro de la historia tradicional de Irlanda, fue compilado y editado por un experto anónimo en el siglo XI, y que podría describirse como una mezcla de historia, mitología, leyendas, folklore e historiografía cristiana.

## Versiones
Escritos en irlandés medio, la variedad sincrónica del gaélico usado en Irlanda entre los años 800 a 1200, fueron traducidos al francés en 1884 y sólo posteriormente al inglés entre 1937 y 1942. Debido a su popularidad y a su importancia tanto en la historiografía como en la literatura de Irlanda, fueron sometidos a un gran número de revisiones y publicados en diferentes compendios por lo que existe una gran variedad textual que dificulta su estudio.
Aunque probablemente la más antigua de sus versiones sea la denominada Míniugud la más acreditada es la del Libro de Leinster (1150), escrita con el mecenazgo de Dermot MacMurrough, Rey de Leinster y bajo la dirección del obispo de Kildare, Mac Goreman, en el Monasterio de Terriglass. Otras son los libros de Fermoy (1373), Lecan (1418), Ballymote (1391) y O'Clery (1631).

## Carácter de su contenido
Su contenido parece estar basado mayormente en historias apócrifas cristianas, pero también incorpora algo de la mitología pagana de Irlanda. Algunos académicos consideran que el objetivo de sus escritores fue proveer una historia de Irlanda que fuera comparable a la de Roma o a la de Israel, y que también fuera compatible con las enseñanzas cristianas.
El contenido de Leabhar Gabhála Éireann' está redactado la mitad en prosa y la otra mitad en verso.

## Contenido

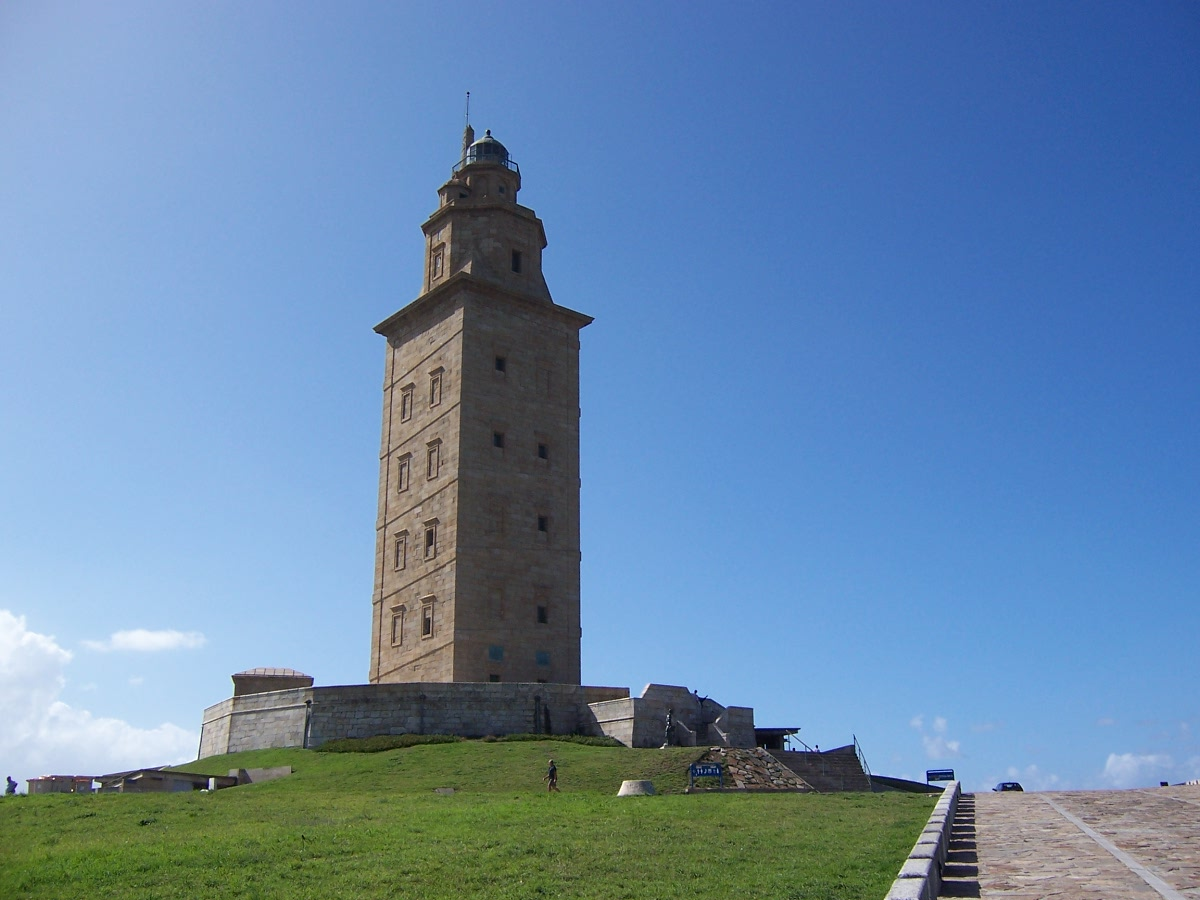
Torre de Hércules (La Coruña), construida por los romanos en el siglo II. Identificada como la Torre de Breogán, desde la que, de acuerdo con una de las partes del Lebor Gabála Érenn, Ith, hijo de Breogán, avistaba la isla de Irlanda, a de la costa gallega, lo que le llevaría a viajar allí.

En todo caso, este texto se encuentra dividido en trece partes, conformando cada una de ellas un libro:

### De la Creación del Mundo y la Diáspora de las Naciones
En esta parte se relata el génesis celta, influenciado ya por la cosmogonía cristiana. Se encuentran trazas de varias obras de la antigüedad, en especial de De Civitate Dei (San Agustín), Historiae adversum paganos (Orosio), la Crónica de Eusebio de Cesárea traducida al latín por San Jerónimo y la Etymologiae de Isidoro de Sevilla. Esta es una parte de naturaleza netamente mitológica que somete los mitos paganos célticos y pre-gaélicos a una reinterpretación condicionada por la mitología judeocristiana.

### De la Historia de los Celtas desde la Diáspora de las Naciones hasta la Llegada a Irlanda
En este libro se sitúa el origen de los celtas gaélicos como descendientes del rey Fénius Farsaid, uno de los setenta y dos próceres que construyeron la Torre de Nimrod (Torre de Babel). La lengua irlandesa nace cuando su abuelo Goidel Glas la toma como una de las setenta y dos lenguas en las que se divide el mundo con la caída de la torre. Este se une a Scota, hija del Faraón de Egipto y al igual que en los tiempos de Moisés inician un éxodo de cuatrocientos cuarenta y cuatro años al final de los cuales llegan a Galicia. Uno de sus descendientes, Breogán, funda allí la ciudad de Brigantia y en ella construiría una torre desde la que su hijo Ith podía ver Irlanda. La Brigantia de la leyenda irlandesa, situada en la península ibérica, sería identificada con La Coruña o Betanzos, de modo que la Torre de Breogán no sería otra que la Torre de Hércules. El mito irlandés, importado a Galicia, se haría parte insustituible del celtismo gallego, adoptado por muchos historiadores románticos gallegos en el siglo XIX, de forma que, por ejemplo, Galicia es metafóricamente denominada "hogar" y "nación de Breogán" en Os Pinos, el himno gallego. Dicho mito podría verse reforzado por investigaciones hechas públicas en 2006, que sugieren una vinculación genética celta entre la población del norte y noroeste de la península ibérica (Galicia, Asturias y Cantabria) así como de Bretaña, Gales e Irlanda.

### Del Pueblo de Cessair
En el tercer libro se cuenta la historia de Cessair, hija de Bith (Noé??) que avisa a su padre de la llegada del Diluvio universal. Consiguen partir en barcos hechos de árboles pero solo llegan a su destino, Irlanda, uno de los tres barcos. En ellos va ella, Cessair, con otras cuarenta y nueve mujeres y solo tres hombres (su padre, su compañero Fintán Mac Bóchra y el timonel Ladra). Las mujeres escogen a su hombre, de forma que Cessair y otras dieciséis mujeres eligen a Fintán; otras dieciséis junto con Bairrfhind, compañera de Cessair, eligen a su padre. Las restantes dieciséis eligen a Ladra, que muere poco después siendo el primer hombre en ser enterrado en tierra irlandesa. Cuarenta días después llega el Diluvio, y Fintán logra sobrevivir refugiándose durante un año en una cueva bajo las aguas. Llamado el Anciano Blanco, vive durante 5.500 años tras la Inundación y presencia los siguientes asentamientos celtas bajo la forma de un salmón, un águila y un halcón sucesivamente.

### Del Pueblo de Partholón
Trescientos años tras el diluvio, Partolón , de la misma estirpe de los Gaélicos, llega a Irlanda con sus tres hijos y su pueblo. Tras diez años de paz llega la guerra con los Fomorianos, una raza de demonios acaudillados por Cichol Gricenchos. El pueblo de Partholón sale victorioso, pero por poco tiempo. En solo una semana son diezmados por una plaga -cinco mil hombres y cuatro mil mujeres- que son enterrados en la Llanura del Elta al sudoeste de Dublín, en un área llamada Tallaght que significa 'la gran plaga' en gaélico. Solo un hombre sobrevive a ella, Tuán Mac Cairell, quien (al igual que Fintán Mac Bóchra) sobrevive durante siglos encadenándose en una serie de transmigraciones de forma que actuará como testigo de la historia posterior. Este libro incluye también la historia de Delgnat, la mujer de Partholón, similar a la de la Ginebra artúrica.

### Del Pueblo de Nemed
Treinta años tras la desaparición de los Partolonianos, Irlanda es ocupada por el pueblo de Nemed , cuyo bisabuelo había sido hermano de Partolón. Durante la ocupación, deben enfrentarse de nuevo a los Fomorianos, pero tras su muerte esta gente es esclavizada por dos líderes Fomorianos, More y Conan. Con todo consiguen asaltar la Torre de Conan en la Isla Tory . Consiguen la victoria pero en una batalla contra More se destruyen ambas armadas. Una nueva inundación cubre Irlanda, diezmando a los nemedianos, y solo un puñado de supervivientes se dispersan por las cuatro esquinas del mundo.

### Del Pueblo de Fir Bolg, Fir Domnann y de Fir Gálioin
Un grupo de la dinastía de Nemed se asienta en Grecia, donde son esclavizados. Doscientos treinta años tras Nemed vuelven a Irlanda, y allí se separan en tres naciones; los Fir Bolg, los Fir Domnann y los Fir Gálioin, y allí permanecen hasta la llegada de los Tuatha Dé Danann.

### Del Pueblo de los Tuatha Dé Danann
Los Tuatha Dé Danann son descendientes de otro de los grupos supervivientes del diluvio de Nemed. Llegan a Irlanda desde el norte, donde habían aprendido las artes oscuras de la magia pagana y los druidas, aproximadamente el día 1 de mayo. Disputan el dominio de Irlanda a los Fir Bolg y sus aliados en la Primera Batalla de Moytura (o Mag Tuired). Los Dé Danann salen victoriosos y expulsan a los Fir Bolg al exilio de las islas vecinas. Pero Nuada, rey de los Dé Danann, pierde su brazo derecho en la batalla y es forzado a renunciar a su reino.
Durante siete infelices años la corona es ostentada por Bres antes de que Dian Cecht le haga un brazo de plata, y recupere el trono. Llega la guerra con los Fomorianos y tiene lugar la Segunda Batalla de Moytura. Nuada cae ante Balor, el Demonio del Ojo, pero su hermano mayor, Lugh del Largo Brazo, lo asesina y se hace rey. Los Tuatha Dé Danann, reputados como dioses en las leyendas, disfrutan de su reinado durante cincuenta años.

### La Invasión de los Milesios
Aquí se retoma la historia de los gaélicos, interrumpida en el libro 2. Ith, hijo de Breogán, que avistaba Irlanda desde la Torre de Hércules, viaja a Irlanda para conocer su descubrimiento. Es bienvenido por los reyes, pero nobles envidiosos los asesinan y su cadáver llega a Galicia[cita requerida]. Los Milesianos, ejército comandado por los hijos de su tío Míl Espáine, planean su venganza e inician la conquista de la isla. Al llegar a Irlanda, se encaminan a Tara donde está la Corte a reclamar la corona. En el camino se encuentran con Banba, Fodla y Ériu, tres mujeres (o diosas según la leyenda) que eran las tres reinas co-regentes de aquellas tierras. Cada una de las mujeres da sucesivamente la bienvenida a los milesianos, y les dicen que su nombre es aquel por el cual se conoce a aquella tierra, y preguntan si saldrán victoriosos de la batalla. Uno de ellos, el druida y poeta Amergin les promete que así será. En Tara son bienvenidos por los tres reyes de los Tuatha Dé Danann, quienes defienden su voluntad de mantener unido el reino. Se decide que los milesianos deben volver a sus naves y distanciarse a nueve olas de la costa, de manera que los Tuatha Dé Danann puedan movilizar su ejército. Pero cuando los Milesianos están a nueve olas de distancia, los druidas de los Tuatha Dé Danann conjuran una feroz tormenta. La flota milesiana es alejada pero Amergin consigue dispersar los vientos con su invocación a la tierra de Irlanda (la conocida como 'Canción de Amergin'). De las naves supervivientes, las de Éber atracan en Inber Scéine (Kenmare) en el suroeste de Irlanda, mientras que las de Éremón atracan en Inber Colptha (en la desembocadura del Boyne). En dos batallas en Sliabh Mis y Tailtiu, los Tuatha Dé Danann son derrotados. Son expulsados (la leyenda cuenta que se retiraron al mundo que existe bajo la tierra) y el señorío de Irlanda es dividido entre Éber y Éremón, y finalmente integrado bajo el reinado único de Éremón.

### De las Dinastías de Irlanda antes del Cristianismo
En este libro se enumeran distintas dinastías legendarias o semi-históricas desde Éber y Éremon hasta el principio del siglo quinto, cuando se funda el Reino de Galicia por los suevos.

### De las Dinastías de Irlanda después del Cristianismo
Este libro continúa con las dinastías cristianas. Es el libro mejor documentado.